# Gonodes echion
Gonodes echion là một loài bướm đêm trong họ Noctuidae.